# بين مارشال
بين مارشال (بالإنجليزية: Ben Marshall)‏ هو لاعب اتحاد الرغبي أيرلندي، ولد في 8 يونيو 1990 في دبلن في جمهورية أيرلندا.